# Eva de Goede

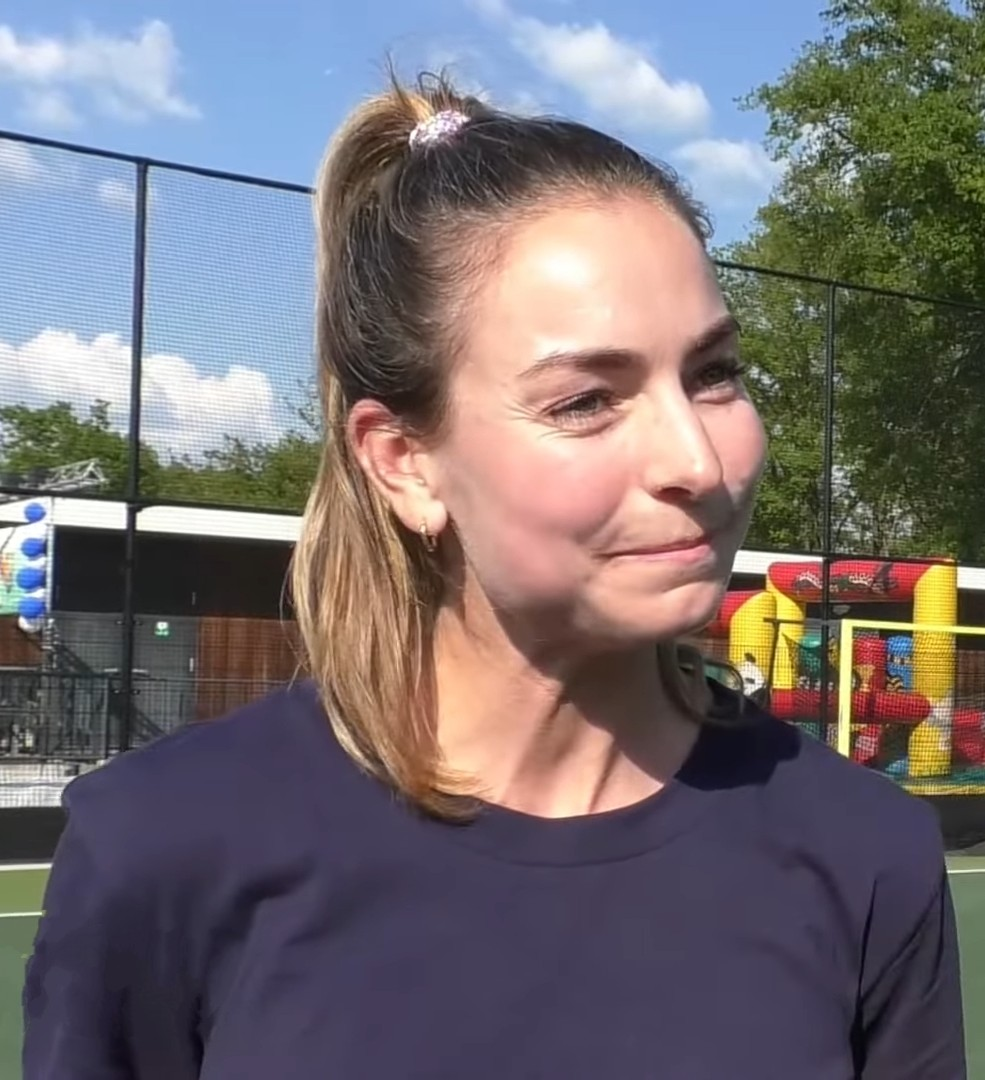
Eva de Goede (2009)

Eva Roma Maria de Goede (* 23. März 1989 in Zeist) ist eine niederländische Hockeyspielerin, die vier olympische Medaillen gewonnen hat, darunter drei Goldmedaillen.

## Karriere
Eva de Goede debütierte 2006 in der niederländischen Nationalmannschaft. Die Mittelfeldspielerin gehörte bei den Olympischen Spielen 2008 zum niederländischen Team, das sowohl in der Vorrunde als auch im Finale gegen die chinesischen Gastgeberinnen gewann. 2009 und 2011 siegte sie mit der Elftal bei den Europameisterschaften. Dazwischen lag der Gewinn der Silbermedaille bei der Weltmeisterschaft 2010, bei der die Niederländerinnen im Finale gegen Argentinien unterlagen. 
2012 gewann Eva de Goede bei den Olympischen Spielen in London, im Finale besiegten die Niederländerinnen die argentinischen Weltmeisterinnen. 2014 fand die Weltmeisterschaft vor heimischem Publikum in Den Haag statt, im Finale siegte die Elftal gegen Australien. Bei den Olympischen Spielen 2016 in Rio de Janeiro erreichte die niederländische Mannschaft ein weiteres Mal das Finale, dort unterlag man im Shootout gegen die Britinnen. In den nächsten Jahren siegten die Niederländerinnen bei allen großen Turnieren, sie gewannen die Europameistertitel 2019 und 2021 sowie den Weltmeistertitel 2018 und reisten als Favoritinnen zu den Olympischen Spielen in Tokio. Dort gewannen die Niederländerinnen alle acht Spiele, im Finale bezwangen sie die Argentinierinnen mit 3:1. Ein Jahr später bei der Weltmeisterschaft 2022 war de Goede in allen sechs Spielen dabei. Im Halbfinale gewann die Mannschaft mit 1:0 gegen die Australierinnen. Im Finale siegten die Niederländerinnen mit 3:1 gegen Argentinien.
Eva de Goede hat (Stand 17. Juli 2022) 258 Länderspiele absolviert, in denen sie 33 Tore erzielte. Mit drei olympischen Goldmedaillen und einer olympischen Silbermedaille ist sie zusammen mit Lidewij Welten die erfolgreichste Olympiateilnehmerin im Hockey. Sie lebt in Amsterdam und spielt für den Amsterdamsche Hockey & Bandy Club, nachdem sie früher unter anderem für Kampong Utrecht antrat.